# Ардити, Эстер
Эсте́р Арди́ти (1937—2003) — израильская военная медсестра, первая и единственная женщина, удостоенная израильской медали «За отличие».

## Биография
Уроженка болгарской Софии. Во время войны её семья бежала в Италию. Её мать погибла, когда машина с немецкими солдатами сбила её во время поездки на велосипеде. В возрасте 10 лет Эстер перебралась в Израиль, выросла в интернате, позднее была призвана в армию. Служила медсестрой.
29 ноября 1954 года Ардити прославилась на всю страну, спасая двух лётчиков. Той дождливой ночью она дежурила на аэродроме Хацор, когда из-за плохих погодных условий аварийную посадку совершил самолёт «Дэ Хэвиленд Москито». Пилот Яаков Саломон и штурман Шломо Херцман приняли это решение, несмотря на ливень и шквальный ветер, а также отсутствие огней на аэродроме.
Спустя некоторое время Эстер, которая только неделю тому назад получила лицензию военного врача, срочно была вызвана помочь пилотам: в самолёте сдетонировали снаряды, что привело к пожару. Херцман был ранен, а Саломон потерял сознание. Санитарная машина не могла добраться из-за затопленной дороги, поэтому Эстер вынуждена была действовать в одиночку. Ей удалось вытащить сначала Херцмана, который сообщил ей о потерявшем сознании Саломоне, а затем и Саломона. Спустя считанные секунды после того, как все трое очутились в безопасном месте, самолёт взорвался.
Херцман от полученных ранений скончался, а Саломон выжил. За героические действия рядовая Эстер Ардити получила благодарность от командования Армии обороны Израиля и лично от Начальника Генштаба Моше Даяна, а также была награждена медалью «За отличие». Она стала первой и единственной (на данный момент) женщиной, удостоившейся такой награды с мотивацией «за мужество, достойное служить примером».
Позднее Ардити участвовала в Шестидневной войне, служа в бригаде «Цанханим». Она вырастила семью в Израиле и регулярно навещала своих родственников в Италии. Во время одного из таких визитов 20 февраля 2003 она скончалась. Похоронена в Ливорно (Италия).